# Avortament a Grècia
L'avortament a Grècia ha estat totalment legal des del 27 de gener de 1984. Es poden realitzar avortaments, a petició de la pacient, en hospitals públics sempre que l'embaràs no hagi superat dotze setmanes. En el cas de violació o incest, es pot produir l'avortament fins a un màxim de dinou setmanes, i fins a vint-i-quatre setmanes, en el cas d'anomalies fetals. Les nenes menors de 18 anys han d'obtenir permís per escrit del tutor legal abans que se'ls permeti la interrupció de l'embaràs. A partir de 2007, la taxa d'avortament va ser de 7,2 per cada 1.000 dones d'entre 15 i 44 anys.